# Hiến Ai Vương hậu
Hiến Ai Vương hậu (Hangul: 헌애왕후, Hanja: 獻哀王后; 964 – 20 tháng 1, 1029), hay Thiên Thu Vương thái hậu (천추왕태후, 千秋王太后), là một Vương hậu của nhà Cao Ly. Bà là vợ, đồng thời là chị/em họ của Cao Ly Cảnh Tông, mẹ ruột của Cao Ly Mục Tông. Bà cũng là cháu nội của người sáng lập nên nhà Cao Ly - Cao Ly Thái Tổ.

## Lịch sử

### Thuở nhỏ
Không rõ tên thật của bà. Bà là con gái của vương tử Vương Húc (왕욱), về sau được truy tôn là Cao Ly Đới Tông, và vợ đồng thời là em gái cùng cha khác mẹ với ông ta là Tuyên Nghĩa Vương hậu.
Anh ruột của bà là Cao Ly Thành Tông, quốc vương thứ sáu của Cao Ly, và em gái ruột của bà là Hiến Trinh Vương hậu. Do cha mẹ mất sớm nên ba anh em bà sống cùng với bà nội là Thần Tĩnh Vương thái hậu. Tuy mang dòng máu hoàng tộc của họ Vương nhưng bà và người em gái là Hiến Trinh Vương hậu (cũng là vợ thứ của Cảnh Tông, thông gian với Cao Ly An Tông sinh ra Cao Ly Hiển Tông) lại lấy họ Hoàng Phủ của bà nội, tức Thần Tĩnh Vương thái hậu Hoàng Phủ thị (신정왕태후 황보씨; 900 – 983), điều này khiến cho họ có thể kết hôn với những người anh họ cùng cha khác mẹ của mình trong hoàng tộc họ Vương của Cao Ly nhằm duy trì huyết thống hoàng gia.

### Vương hậu của Cao Ly Cảnh Tông
Năm 979, khi mới 15 tuổi, bà cùng em gái là Hiến Trinh Vương hậu (khi đó mới 13 tuổi) được gả cho vua Cao Ly Cảnh Tông (anh họ của bà). Không lâu sau đó, Hiến Ai Vương hậu có thai và người ta cho rằng Cao Ly Cảnh Tông đã rất vui mừng vì ông ta không có người thừa kế nào từ hai hoàng hậu trước đó (Hiến Túc Vương hậu và Hiến Ý Vương hậu): việc thiếu người thừa kế là một điều đáng lo ngại nên khi Hiến Ai Vương hậu mang thai, Cao Ly Cảnh Tông trở nên yêu thích Hiến Ai Vương hậu hơn.
Sang ngày 5 tháng 7 năm 980, bà sinh người con trai duy nhất của bà với vua Cao Ly Cảnh Tông là Vương Tụng, điều đó khiến cho Cao Ly Cảnh Tông càng vui mừng hơn. Năm 981, vua Cao Ly Cảnh Tông qua đời, người con trai duy nhất của ông ta là Vương Tụng khi đó chỉ mới 1 tuổi nên một tông thất khác là Vương Trị đã kế vị, tức là vua Cao Ly Thành Tông, anh ruột của bà.

### Sùng Đức công chúa
Vừa lên ngôi vua, vua Cao Ly Thành Tông đã phong cho bà thành Sùng Đức công chúa. Sau đó bà bị Cao Ly Thành Tông buộc phải rời khỏi hoàng cung Khai Thành và sống bên ngoài Khai Thành cùng con trai bà là Vương Tụng.
Cao Ly Thành Tông đã tiến hành cải cách tại Cao Ly và tạo lập vương quốc thành một chế độ quân chủ tập trung trên nền tảng Nho giáo vững chắc. Ông ta đã nhấn mạnh sự trong sạch và khiết tịnh đối với hai em gái của mình là Sùng Đức công chúa và Hiến Trinh Vương hậu.
Năm 990, Cao Ly Thành Tông phong cho con của bà là Vương Tụng (khi đó mới 10 tuổi) làm người kế vị của mình do ông ta không sinh được con trai. Vương Tụng được Cao Ly Thành Tông sai người đưa vào hoàng cung Khai Thành và nuôi dạy như con ruột của mình. Vợ thứ hai của Cao Ly Thành Tông là Văn Hòa Vương hậu Kim thị đã trực tiếp nuôi dạy Vương Tụng. Vương Tụng lớn lên cùng với Tuyên Chính Vương hậu như em trai với chị gái, Vương Tụng cũng được cho là thích đi theo Tuyên Chính Vương hậu vì bà ta đã chăm sóc ông ta từ khi còn nhỏ.
Lúc này, Sùng Đức công chúa gặp Kim Trí Dương (김치양, 金致陽, Kim Chi-yang), người đến từ gia tộc họ Kim ở Dongju và là họ hàng ngoại của Sùng Đức công chúa. Kim Trí Dương đã đi tu từ rất sớm nhưng sau đó vào cung bắt đầu mối quan hệ với Sùng Đức công chúa. Theo Cao Ly sử, dương vật của Kim Trí Dương đủ lớn để có thể dùng làm trục cho bánh xe ngựa. Điều này đã thu hút Sùng Đức công chúa. Thường xuyên gặp Kim Trí Dương, bà đến để thông cảm với ông ta. Hai người tư thông với nhau. Nhưng khi Cao Ly Thành Tông biết chuyện này của bà thì ra lệnh cấm bà và Kim Trí Dương gặp nhau. Tuy nhiên, bà vẫn bí mật gặp Kim Trí Dương, việc này khi lộ ra đã gây náo loạn trong cung, nhưng Cao Ly Thành Tông đã nhanh chóng kết thúc vụ bê bối này và trấn an người dân bằng cách tống Kim Trí Dương đi lưu đày.
Sau khi vua Cao Ly Thành Tông qua đời vào năm 997, con trai bà là Vương Tụng lên làm vua, tức là Cao Ly Mục Tông. Cao Ly Mục Tông được nhà Liêu (đời vua Liêu Thánh Tông) chấp thuận. Bà được Cao Ly Mục Tông phong làm thái hậu ngự tại Thiên Thu sảnh (천추전, 千秋殿), Thiên Thu cung (천추궁, 千秋宮), nên được gọi là Thiên Thu Vương thái hậu (천추태후, 千秋太后). Cao Ly Mục Tông lập Tuyên Chính Vương hậu thành vương hậu của mình. Dù vua Cao Ly Mục Tông đã trưởng thành nhưng ông ta đã chọn bà làm nhiếp chính cho ông ta.

### Thiên Thu Vương thái hậu
Cao Ly sử viết rằng:
"Mục Tông là một vị vua có tính cách điềm tĩnh và mạnh mẽ, giỏi bắn cung và cưỡi ngựa, thích uống rượu và thích săn bắn. Tuy nhiên, ông không để ý đến việc triều chính."
Ngoài ra, còn có tin đồn rằng Cao Ly Mục Tông và Tuyên Chính Vương hậu đều thích thú với việc kê gian nên có vẻ như đây không phải là một cuộc hôn nhân tốt đẹp giữa hai vợ chồng và họ không có con. Thậm chí, Tuyên Chính Vương hậu có thể khiến ông ta lên ngôi do ảnh hưởng của gia tộc và có ảnh hưởng đáng kể về chính trị trong bối cảnh được Cao Ly Mục Tông sủng ái, cuộc sống cá nhân của bà ta cũng không mấy hạnh phúc. Cao Ly Mục Tông sau đó sủng ái một cung nữ trong hoàng cung họ Kim và tôn bà ta lên thành Yêu Thạch Trạch cung nhân (요석택궁인, 邀石宅宮人).
Trong khi Han In-gyeong và những người khác đã lãnh đạo một cuộc đảo chính để đánh đuổi Cao Ly Mục Tông và đưa Vương Tuân lên ngôi vua Cao Ly, Cao Ly Mục Tông đã biết được điều này và trừng phạt các thành viên của gia tộc Kim, nhưng sự chống đối lại Cao Ly Mục Tông ngày càng nhiều hơn.
Với tư cách là Thái hậu và nhiếp chính, Thiên Thu Vương thái hậu đã triệu nhân tình Kim Trí Dương từ nơi lưu đày vào hoàng cung Khai Thành và bổ nhiệm ông ta làm quan chức triều đình. Dưới sự bảo trợ của bà, Kim Trí Dương được thăng chức nhiều lần, từ chức vụ Thông sự xá nhân (통사사인; 通事舍人; t'ongsa sain) lên chức Hữu bộc xạ (우복야; 右僕射; u pogya) và Tam Ty sứ (삼사사; 三司使; samsa sa, vị trí phụ trách cả về tài chính và nhân sự), mang lại quyền lực to lớn. Kim Trí Dương đã sử dụng quyền lực của mình để đưa các thành viên thuộc phe chính trị của mình vào triều đình Cao Ly, chẳng hạn như Lý Châu Trinh (이주정; 李周禎; Yi Chu-chŏng). Ngoài ra, Kim Trí Dương còn thực hiện chính sách ưu tiên Seogyeong, quê hương của Thiên Thu Vương thái hậu, xây dựng các ống dẫn và các đền thờ ở nhiều nơi, chẳng hạn như Tinh Túc tự (성수사, 星宿寺) ở Dongju, nơi sinh của Kim Trí Dương.
Tuy là Thái hậu và đang làm nhiếp chính cho vua Cao Ly Mục Tông, bà lại có nhân tình là Kim Trí Dương (金致陽). Hai người tư thông với nhau và có một người con trai vào năm 1003. Kim Trí Dương sau đó đã âm mưu đưa con trai của mình lên ngai vàng để kế vị Cao Ly Mục Tông, người đang không có con trai để kế vị sau này. Thấy Cao Ly Mục Tông không chịu nghe theo sự chỉ bảo của mình, Thiên Thu Vương thái hậu đã thống nhất với Kim Trí Dương rằng bà sẽ đưa con trai của hai người lên kế vị ngôi vua thay cho Cao Ly Mục Tông. Tuy nhiên, vì muốn bảo vệ ngôi vua cho anh họ mình, Vương Tuân đã đe dọa kế hoạch này của hai người. Vì lý do này, Thiên Thu Vương thái hậu và Kim Trí Dương đã nhiều lần cố gắng giết cháu trai của mình, Vương Tuân, vì ông ta là vật cản cho việc con trai nhỏ của họ lên ngôi, nhưng lần nào họ cũng thất bại.
Mặc dù sự ra đời của Vương Tuân không bình thường (kết quả của sự gian díu giữa Vương Uất và Hiến Trinh Vương hậu), nhưng cha của Vương Tuân cũng là con trai của người sáng lập Cao Ly, vì vậy Vương Tuân đã có thể sống dưới sự bảo vệ cao độ của Cao Ly Thành Tông khi nhà vua vẫn còn sống. Tuy nhiên, mạng sống của Vương Tuân bị đe dọa khi Cao Ly Thành Tông băng hà vì bạo bệnh. Ngay cả khi Cao Ly Mục Tông đã trưởng thành, Thiên Thu Vương thái hậu vẫn đóng vai trò nhiếp chính cho ông ta và cùng với Kim Trí Dương nắm giữ quyền lực lớn nhất trong triều đình. Trong khi đó, người ta tin rằng Thiên Thu Vương thái hậu đã ép Vương Tuân phát thề và rời khỏi hoàng cung Khai Thành bằng cách ép ông ta đi tu và cố gắng giết Vương Tuân bằng cách cử người nhiều lần truy lùng ông ta. May mắn là trụ trì của ngôi chùa mà Vương Tuân tu tập đã thành công trong việc ngăn chặn những nỗ lực ám sát đó. Thời gian đó Thành Mục Trưởng công chúa (성목장공주, 成穆長公主) thường xuyên cùng Vương Tuân (em cùng cha khác mẹ với bà ta) đi chùa Hyeonhwa (현화사) để cầu nguyện cho cha mẹ của bà ta.
Cao Ly Mục Tông được ghi nhận là đã giữ một số wonchung ("nam tình nhân") trong triều đình của mình với tư cách là "những người em trai hầu cận" (chajewhi), những người phục vụ Cao Ly Mục Tông như bạn tình.
Cao Ly Mục Tông được nhớ đến vì âm mưu lật đổ ông ta của Thiên Thu Vương thái hậu và Kim Trí Dương. Thiên Thu Vương thái hậu và Kim Trí Dương tìm cách thay thế Cao Ly Mục Tông bằng đứa con của bà và Kim Trí Dương, người mà họ đã giới thiệu là con trai của vua Cao Ly Cảnh Tông (cha của Cao Ly Mục Tông). Cao Ly Mục Tông đã tìm cách ngăn cản việc này bởi vì con trai của họ lên ngôi vua Cao Ly thì có nghĩa là đã chấm dứt sự cai trị của dòng họ Vương ở Cao Ly. Tình hình còn phức tạp hơn nữa là tình trạng đồng tính luyến ái của Cao Ly Mục Tông, dẫn đến việc ông ta không có người thừa kế, và vấn đề tình dục của ông ta sẽ được dùng làm cái cớ cho việc lật đổ ngôi vua của ông ta.
Ngày 13 tháng 2 năm 1009, Kim Trí Dương lộng quyền, phái người đi đốt phá cung điện Manwoldae, âm mưu giết vua Cao Ly Mục Tông để đưa con trai của hắn lên ngôi. Cao Ly Mục Tông bị sốc và lâm bệnh. Kim Trí Dương dẫn đại quân bao vây kinh thành Khai Thành và buộc Thiên Thu Vương thái hậu phải truất ngôi vua của Cao Ly Mục Tông. Khi biết Kim Trí Dương có ý tiêu diệt luôn mình, Thiên Thu Vương thái hậu đích thân lên tường thành Khai Thành chỉ huy quân đội hoàng cung Cao Ly chống đỡ các đợt công thành của phản quân do Kim Trí Dương chỉ huy.
Trước hỗn loạn này, Mục Tông hoảng sợ cho đòi tướng Khang Triệu (康兆) về cung cứu giá. Người đưa thư giúp Mục Tông cho Khang Triệu đã đi ra khỏi Khai Thành thông qua cổng thành phía tây, nơi các tướng của Kim Trí Dương đang bao vây nhưng họ vẫn còn lòng trung thành với Cao Ly Mục Tông. Tuy nhiên trước sự áp đảo về quân số giữa Kim Trí Dương và quân đội hoàng cung Cao Ly, Thiên Thu Vương thái hậu và Cao Ly Mục Tông phải dẫn toàn bộ tướng sĩ, văn võ bá quan, Tuyên Chính Vương hậu Lưu thị, Yêu Thạch Trạch cung nhân Kim thị, người hầu rời bỏ Khai Thành, chạy về phía bắc. Kim Trí Dương đánh chiếm Khai Thành và đưa con trai hắn lên ngai vàng của Cao Ly.
Sau khi nhận được thư, ngay lập tức, Đô tuần kiểm sứ Khang Triệu đã nhanh chóng dẫn đại quân Cao Ly từ Seobukmyeon - đông bắc tiến về Khai Thành. Đô tuần kiểm phó sứ Lý Huyễn Vân (이현운, 李鉉雲) đi theo tháp tùng Khang Triệu. Bị các tướng còn trung thành với Cao Ly Mục Tông phản lại và bị quân đội của Khang Triệu tấn công. Đại quân của Kim Trí Dương bị đánh cho tan tác sau 3 ngày chiếm giữ Khai Thành. Khang Triệu đã cho tống giam Kim Trí Dương và đứa con 6 tuổi của hắn cùng những người ủng hộ hắn (trong đó có Lý Châu Trinh) vào tử lao. Sau đó Thiên Thu Vương thái hậu cùng Cao Ly Mục Tông và các tướng sĩ, văn võ bá quan, Tuyên Chính Vương hậu Lưu thị, Yêu Thạch Trạch cung nhân Kim thị, người hầu mới trở về Khai Thành. Khang Triệu thăng chức cho thuộc cấp của mình là Lý Huyễn Vân lên làm Lại Bộ thị lang (이부시랑; 吏部侍郞; yibu shirang).
Ngay lúc này, Yêu Thạch Trạch cung nhân Kim thị của Cao Ly Mục Tông lại vướng vào vụ tư thông với Kim Long Đại (김융대, Kim Yung-dae). Vụ việc được sử sách ghi lại.
Không ngờ, một số quan chứa học giả, kẻ thù trong triều của Khang Triệu đã phao tin rằng ông ta đang chuẩn bị âm mưu chiếm ngai vàng. Việc này nhanh chóng đến tai vua Cao Ly Mục Tông, và ông ta chuẩn bị cho người giết Khang Triệu. Nhưng Khang Triệu nhanh hơn, đã cùng Lại Bộ thị lang Lý Huyễn Vân dẫn quân đánh vào hoàng cung Khai Thành, giết sạch toàn bộ kẻ thù của ông ta. Sau đó Khang Triệu tiến hành đảo chính truất ngôi vua của Cao Ly Mục Tông với cáo buộc rằng ông ta đã bỏ bê việc bảo vệ đất nước đang gặp nguy hiểm trước cuộc xâm lược của nhà Liêu cũng như cáo buộc rằng sự đồng tính luyến ái của ông ta là một "căn bệnh" và ông ta bị buộc phải lưu vong ở Chungju. Kết quả là Thiên Thu Vương thái hậu cũng bị lật đổ hoàn toàn khỏi chính trường Cao Ly.

### Bị lưu đày, quay về Hoàng Châu và 2 lần tham gia kháng chiến chống quân Liêu xâm lược

#### Bị lưu đày và quay về Hoàng Châu
Sau cuộc đảo chính, Khang Triệu đã sáp nhập Trung Xu Viện (중추원; 中樞院; chungch'uwon), Ngân Đài (은대; 銀臺; Ŭndae), và Tuyên Huy Viện (선휘원; 宣徽院; sŏnhwiwŏn) vào Trung Đài Sảnh (中臺省; chungdaesŏng) mới được thành lập. Khang Triệu làm người đứng đầu Trung Đài Sảnh, và Lý Huyễn Vân, với tư cách là cấp phó, được bổ nhiệm làm phó trưởng ban.
Khang Triệu cho lưu đày Cao Ly Mục Tông, Tuyên Chính Vương hậu và Thiên Thu Vương thái hậu đến Chungju, phía nam của Cao Ly. Sau vụ tư thông với Kim Long Đại (김융대, Kim Yung-dae) và việc Cao Ly Mục Tông bị lưu đày, Yêu Thạch Trạch cung nhân Kim thị cũng không còn được ghi chép nữa.
Ngày 2 tháng 3 năm 1009, Khang Triệu cho xử tử Kim Trí Dương và con trai 6 tuổi hắn cùng đồng đảng của hắn (trong đó có Lý Châu Trinh). Cùng ngày 2 tháng 3 năm 1009 đó, Cao Ly Mục Tông bị cấp dưới của mình (đã được Khang Triệu hạ lệnh từ trước) ám sát ở Jeokseong-myeon, Paju-si trên đường đến Chungju, nơi sẽ giam giữ Cao Ly Mục Tông, Tuyên Chính Vương hậu và Thiên Thu Vương thái hậu. Sau đó, cuộc đời của Tuyên Chính Vương hậu Lưu thị (vợ của Cao Ly Mục Tông) không được ghi lại trong sử sách nữa, nhưng người ta cho rằng bà ta đã bị giết cùng với Cao Ly Mục Tông. Sau khi chết, Tuyên Chính Vương hậu Lưu thị được thờ trong đền thờ của Cao Ly Mục Tông và hai vợ chồng Cao Ly Mục Tông - Tuyên Chính Vương hậu được chôn cất trong Nghĩa lăng (의릉, 義陵), cùng với thụy hiệu Tuyên Chính được đặt cho bà ta.
Lúc này Khang Triệu cùng với các đồng minh của mình là Thôi Hàng (최항, 崔沆, Choe Hang), Chae Chung-sun đã đưa một tông thất là Vương Tuân (王詢, 왕순) lên ngôi, tức Cao Ly Hiển Tông. Khang Triệu đã thành lập nên chế độ cai trị Cao Ly bằng quân sự. Ngay sau đó, Thiên Thu Vương thái hậu được trả tự do khỏi Chungju và bà đến sống ở Hoàng Châu.

#### Cuộc xâm lược của nhà Liêu những năm 1010 - 1011

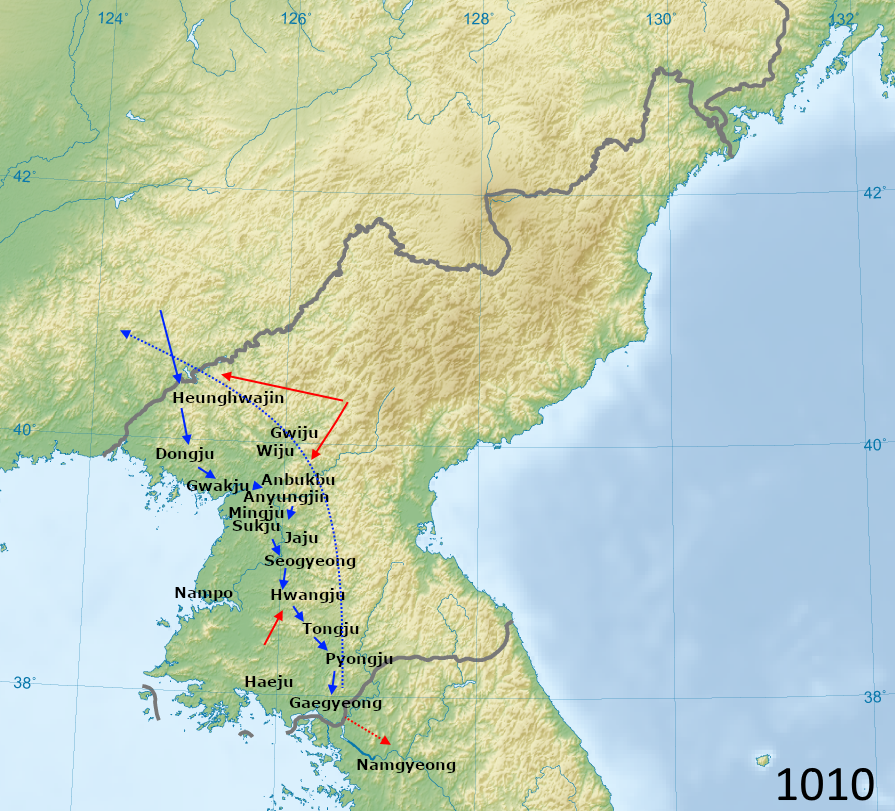
Bản đồ quân đội nhà Liêu (đời vua Liêu Thánh Tông) xâm lược Cao Ly (đời vua Cao Ly Hiển Tông) năm 1010 - 1011.

Mùa thu năm 1010, tận dụng thời cơ triều đình Cao Ly đang có tranh giành quyền lực khi Khang Triệu (Gang Jo) vừa giết vua Cao Ly Mục Tông, quân Khiết Đan nhà Liêu (đời vua Liêu Thánh Tông) một lần nữa lại tấn công Cao Ly với lý do báo thù cho Cao Ly Mục Tông.
Quân Liêu do đích thân Liêu Thánh Tông chỉ huy tấn công lần đầu nhưng không chiếm được thành Hưng Hóa (Hueng hwa), nơi hai tướng Dương Quy (Yang Kyu) và Ha Kongchin cùng 3.000 quân Cao Ly trấn giữ. Sau 7 ngày chiến đấu mà không hạ nổi thành, Liêu Thánh Tông chia quân bao vây Hưng Hóa rồi đích thân dẫn đại quân Liêu với hơn 300.000 quân nam hạ. Dương Quy phái Ha Kongchin về kinh đô Khai Thành báo tin quân Liêu nam hạ. Khi đó Dương Quy chỉ còn 700 quân Cao Ly giữ thành Hưng Hóa.
Quân Liêu đến Dongju (nay là Sonchon, Triều Tiên) giao tranh với Khang Triệu (Gang Jo), Hành dinh đô thống phó sứ Lý Huyễn Vân (Yi Hyon-un) và Binh bộ thị lang Trương Diên Hựu (Jang Yeonu) cùng 300.000 quân Cao Ly. Khang Triệu cùng Lý Huyễn Vân đại thắng quân Liêu 3 trận đánh lớn nhưng sau đó vì khinh địch mà bị quân Liêu đánh bại. 30.000 quân Cao Ly bị tiêu diệt bên ngoài thành Dongju, hàng trăm ngàn quân Cao Ly bỏ chạy tán loạn. Khang Triệu và Lý Huyễn Vân cùng một thuộc tướng tên là Lô Tiễn (노전, 盧戩) bị quân Liêu bắt sống. Trương Diên Hựu (Jang Yeonu) thì dẫn tàn quân Cao Ly của mình chạy về kinh đô Khai Thành thay vì rút về thành Dongju. Thành Dongju còn khoảng vài ngàn lính Cao Ly nhưng vẫn kiên cường phòng thủ trước các cuộc tấn công của quân Liêu.
Khang Triệu và Lý Huyễn Vân bị giải đến trước mặt Liêu Thánh Tông. Liêu Thánh Tông yêu cầu cả hai người phục vụ cho nhà Liêu. Lý Huyễn Vân nhận lời quy hàng nhà Liêu và nói với Liêu Thánh Tông rằng: "Bây giờ thuộc hạ đã tận mắt nhìn thấy mặt trời mới sáng ngời, làm sao còn kiên trì nghĩ đến suối núi xưa?". Còn Khang Triệu đã từ chối đầu hàng vua Liêu Thánh Tông nhưng Liêu Thánh Tông không vội giết ông ta, chỉ giam cầm ông ta lại. Liêu Thánh Tông sau đó cử Lô Tiễn (노전, 盧戩), một tướng Cao Ly bị bắt cùng Khang Triệu, cùng với sắc lệnh giả mạo của Khang Triệu yêu cầu Dương Quy ở thành Hưng Hóa hãy dâng thành quy hàng quân Liêu. Dương Quy từ chối và ông ta nói rằng ông ta chỉ nhận lệnh từ nhà vua Cao Ly chứ không phải từ Khang Triệu. Liêu Thánh Tông sai người đi lan truyền việc Khang Triệu đã bị bắt sống để làm giảm nhuệ khí của thành Dongju và thành Hưng Hóa. Tuy nhiên Dương Quy ở thành Hưng Hóa và vài ngàn quân Cao Ly ở thành Dongju vẫn từ chối đầu hàng quân Liêu.
Liêu Thánh Tông sau đó bỏ qua thành Dongju (khi đó chỉ còn 1.000 quân Cao Ly giữ thành) mà tiến về phía nam, lần lượt đánh chiếm Quách Châu (Gwakju, nay là Chongju, Triều Tiên), Anbukbu, An Nhung (Anyung), Mingju, Sukju và Jaju, sau đó tiến đến thành Seogyeong (nay là Bình Nhưỡng, Triều Tiên). Do bị tướng Tak Sachong phản bội không chi viện, Đại Đạo Tú (khi đó đã hơn 70 tuổi, con trai của thái tử Đại Quang Hiển, hậu duệ dời thứ 11 của Đại Dã Bột - đệ của Bột Hải Cao Vương) bị quân Liêu bắt sống, thành Seogyeong cũng bị quân Liêu công hạ. Tak Sachong dẫn đội quân Cao Ly của hắn chạy về kinh đô Khai Thành báo tin.
Quân Liêu nhanh chóng nam hạ tiến đánh đến Hoàng Châu - nơi Thiên Thu Vương thái hậu đang sinh sống. Thiên Thu Vương thái hậu đã lãnh đạo dân quân tại Hoàng Châu đứng lên chống trả lại quân Liêu rất ác liệt. Quân Cao Ly từ Haeju cũng đến Hoàng Châu chi viện cho Thiên Thu Vương thái hậu chống Liêu, nhưng do lực lượng mỏng hơn nên Thiên Thu Vương thái hậu phải rút lui khỏi Hoàng Châu. Quân Liêu chiếm đóng Hoàng Châu rồi tiếp tục nam hạ đánh chiếm Tongju. Sau đó quân Liêu đánh chiếm Pyongju - cửa ngõ của kinh đô Khai Thành.
Tướng Cao Ly là Dương Quy dẫn 700 quân Cao Ly từ thành Hưng Hóa và tập hợp lại với 1.000 tàn quân Cao Ly của Khang Triệu tại thành Dongju. Với đội quân tổng hợp 1.700 người, Dương Quy đã tiến về phía nam đánh bại 6.000 quân Liêu đang đóng tại thành Quách Châu (곽주, 郭州, Gwakju, nay là Chongju, Triều Tiên). Dương Quy đã tái chiếm lại Quách Châu, cắt đứt con đường rút lui của quân Liêu. Dương Quy còn cứu thoát 7.000 tù binh Cao Ly đang bị giam trong thành Quách Châu và di dời họ đến thành Dongju ở phía tây bắc.
Quân Liêu tiếp tục nam hạ, rồi chiếm đóng và đốt cháy kinh đô Khai Thành (Kaesong) của Cao Ly, trong đó Naseong do Lý Tử Lâm xây nên cũng bị quân Liêu phá hủy. Khương Hàm Tán (Gang Gam-han) đã thúc giục vua Cao Ly Hiển Tông trốn khỏi cung điện Khai Thành (Kaesong), không đầu hàng quân Liêu xâm lược. Cao Ly Hiển Tông làm theo lời khuyên của Khương Hàm Tán và trốn thoát khỏi kinh đô đang bốc cháy. Liêu Thánh Tông dẫn đại quân Liêu liên tục đuổi theo nhằm bắt giữ Cao Ly Hiển Tông. Cao Ly Hiển Tông, Khương Hàm Tán, Trương Diên Hựu, Tak Sachong và Ha Kongchin cùng triều đình Cao Ly phải tản ra đi theo nhiều hướng khác nhau. Trong đó Cao Ly Hiển Tông, Nguyên Trinh Vương hậu Kim thị, Nguyên Hòa Vương hậu Thôi thị đi cùng với Khương Hàm Tán, Trương Diên Hựu.
Quân Liêu do Liêu Thánh Tông chỉ huy tiếp tục truy đuổi xuống tận phía nam và bắt được nhiều nhóm quan lại, tướng sĩ, cung nữ Cao Ly. Thiên Thu Vương thái hậu dẫn quân đội Cao Ly của mình chặn đánh quân Liêu và cứu được nhiều nhóm quan lại, tướng sĩ, cung nữ Cao Ly khỏi tay người Liêu. Sau đó quân Liêu bắt kịp toán quân của Cao Ly Hiển Tông, Khương Hàm Tán và Trương Diên Hựu tại Chungju. May mắn là Thiên Thu Vương thái hậu đã xuất hiện và cứu được Cao Ly Hiển Tông khỏi sự tấn công của người Liêu. Cao Ly Hiển Tông cùng Thiên Thu Vương thái hậu, Nguyên Trinh Vương hậu Kim thị, Nguyên Hòa Vương hậu Thôi thị, Khương Hàm Tán và Trương Diên Hựu di chuyển sâu về phía nam đến tận thành Naju.
Sau nhiều lần từ chối đầu hàng vua Liêu Thánh Tông, cuối cùng Khang Triệu đã bị vua Liêu hạ lệnh chém đầu tại Khai Thành vào ngày 24 tháng 11 âm lịch năm 1010 (tức là ngày 31 tháng 12 dương lịch năm 1010).
Đầu tháng 2 năm 1011, Liêu Thánh Tông lên kế hoạch rút lui khỏi Cao Ly và muốn mang theo những tù Cao Ly giải về nhà Liêu cùng với họ. Dương Quy ở thành Hưng Hóa biết được việc đó thì ra sức tấn công quân Liêu để giải thoát những tù binh Cao Ly đó. Tại Mô Lão Đại (무로대, 無老代, Murodae), quân Cao Ly của Dương Quy đã đánh bại 2.000 quân Liêu và cứu thoát 2.000 tù binh Cao Ly. Sau đó quân Cao Ly của Dương Quy đến Thạch Lãnh (석령, 石嶺, Sŏngnyŏng) và đánh bại 2.500 quân Liêu, rồi cứu thoát được 1.000 tù binh Cao Ly. Tại Dư Lý Trạm (여리참, 余里站, Yŏrich'am), quân Cao Ly của Dương Quy đã giết 1.000 quân Liêu và cứu thoát thêm 1.000 tù binh Cao Ly. Nghe tin con đường rút lui đã bị quân đội Cao Ly của Dương Quy cắt đứt, Liêu Thánh Tông rút quân từ phương nam về Khai Thành.
Cao Ly Hiển Tông hứa sẽ tái khẳng định mối quan hệ triều cống với nhà Liêu với điều kiện quân Liêu phải rút lui. Một cuộc nổi dậy của nhân dân Cao Ly (trong đó có Thiên Thu Vương thái hậu tham gia) đã bắt đầu quấy rối lực lượng quân Liêu của vua Liêu Thánh Tông, Hàn Đức Nhượng, Tiêu Bài Áp và Gia Luật Bồn Nô. Không thể thiết lập được chỗ đứng và tránh các cuộc phản công của quân Cao Ly đã tập hợp lại, quân Liêu của vua Liêu Thánh Tông, Hàn Đức Nhượng, Tiêu Bài Áp và Gia Luật Bồn Nô đã rút lui trong tháng 2 năm 1011 khi không giành được lợi lộc gì to lớn, mặc khác cuộc xâm lược Cao Ly lần này đã khiến cho nhà Liêu lãng phí nguồn tài nguyên quý giá và làm giảm ngân khố quốc gia.
Quân Liêu sau đó lại bị quân dân Cao Ly do Dương Quy và Kim Thúc Hưng chỉ huy tập kích hai lần trước khi về đến biên giới nhà Liêu. Hầu hết các tù binh Cao Ly đều được Dương Quy và Kim Thúc Hưng giải cứu khỏi tay quân Liêu. Ở lần tập kích đầu tiên, họ suýt giết được Liêu Thánh Tông. Tuy nhiên, ở lần tập kích thứ hai, Dương Quy và Kim Thúc Hưng đều tử trận.
Sau cuộc chiến, Cao Ly Hiển Tông, Nguyên Trinh Vương hậu Kim thị, Nguyên Hòa Vương hậu Thôi thị, Khương Hàm Tán, Trương Diên Hựu, Tak Sachong và Ha Kongchin cùng triều đình Cao Ly từ Naju quay về kinh đô Khai Thành. Còn Thiên Thu Vương thái hậu thì quay về Hoàng Châu tiếp tục sinh sống.

#### Cuộc xâm lược của nhà Liêu những năm 1018 - 1019

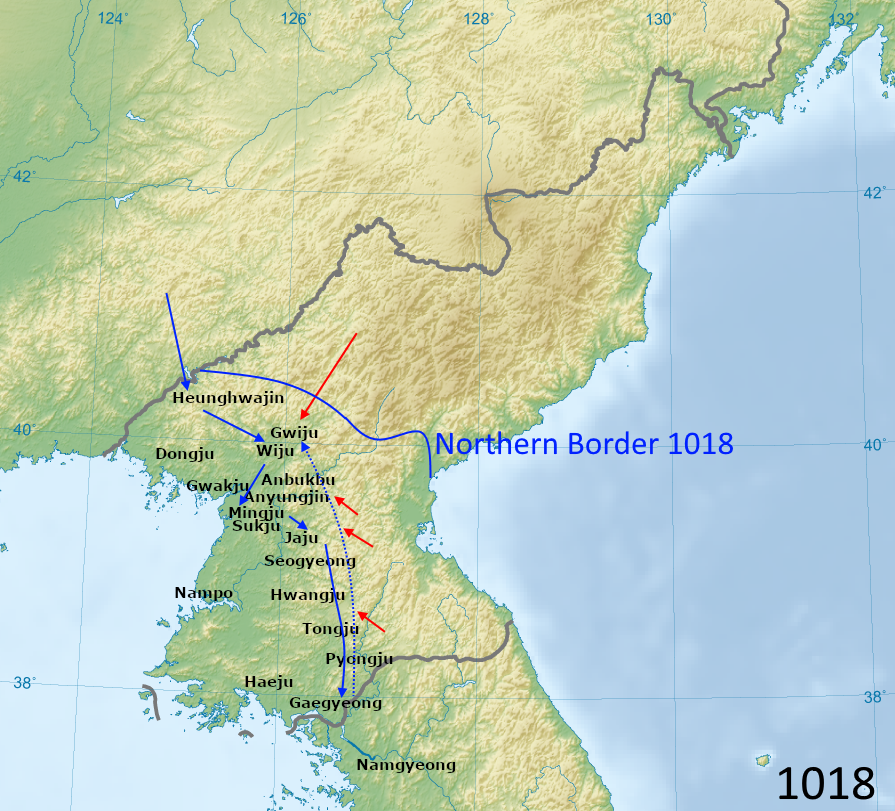
Bản đồ quân đội nhà Liêu (đời vua Liêu Thánh Tông) xâm lược Cao Ly (đời vua Cao Ly Hiển Tông) năm 1018 - 1019.

Vào tháng 12 năm 1018, 100.000 quân Liêu dưới sự chỉ huy của tướng quân Tiêu Bài Áp đã xâm lược Cao Ly lần nữa. Khương Hàm Tán (Gang Gam-chan) và Kang Minchom chỉ huy quân Cao Ly đánh bại quân Liêu của Tiêu Bài Áp tại Hưng Hóa trấn (Heunghwajin).
Trong khi đó, cuối năm 1018, Cao Ly Hiển Tông ra lệnh biên soạn Bát vạn đại tạng kinh, gồm 6.000 quyển. Đây là bản khắc quan trọng và đầy đủ nhất về học thuyết Phật giáo trên thế giới và nó còn có giá trị về mặt thẩm mỹ chứng tỏ một trình độ tay nghề cao. Việc khắc này nhằm mục đích cầu mong Đức Phật phù hộ cho Cao Ly thoát nạn xâm lược.
Quân Liêu của Tiêu Bài Áp vượt qua Seogyeong (nay là Bình Nhưỡng, Triều Tiên), tiến đến Hoàng Châu thì bị dân quân Cao Ly do Thiên Thu Vương thái hậu chỉ huy liên tục tập kích, quấy phá suốt ngày đêm. Nhờ quân số vượt trội nên quân Liêu của Tiêu Bài Áp vẫn chiếm được Hoàng Châu. Thiên Thu Vương thái hậu chỉ huy dân quân Cao Ly rút về phía nam. Quân Liêu nam hạ chiếm Tongju rồi tiến tới kinh đô Khai Thành (Kaesong) của Cao Ly nhưng bị đánh bại bởi lực lượng Cao Ly do tướng Khương Hàm Tán chỉ huy.
Khương Hàm Tán và Kang Minchom sau đó đã cắt đứt nguồn cung cấp lương thực cho quân Liêu và cho quân tiến hành quấy rối họ không ngừng. Quân Liêu của Tiêu Bài Áp tiếp tục tiến về kinh đô Khai Thành nhưng gặp phải sự kháng cự gay gắt và các cuộc tấn công liên tục từ quân dân Cao Ly do Thiên Thu Vương thái hậu chỉ huy. Kiệt sức, tướng Liêu là Tiêu Bài Áp nhận ra rằng nhiệm vụ không thể hoàn thành nên quyết định rút lui về phía bắc. Kết cục hơn 90.000 quân Liêu của Tiêu Bài Áp của Tiêu Bài Áp đã bị Khương Hàm Tán và Kang Minchom đánh tan tác ở Quy Châu (Gwiju). Quân đội Cao Ly (chỉ với khoảng 12.000 quân) của Khương Hàm Tán và Kang Minchom tiêu diệt gần hết 90.000 quân Liêu trong trận Quy Châu này. Nhiều người khác bị quân Cao Ly bắt sau khi đầu hàng dọc theo bờ sông. Chỉ có tướng Tiêu Bài Áp và vài ngàn quân Liêu còn lại may mán sống sót và thoát khỏi thất bại nặng nề ở Quy Châu. Sau đó Tiêu Bài Áp dẫn vài ngàn quân Liêu này chạy về lãnh thổ nhà Liêu (đời vua Liêu Thánh Tông). Cùng với trận Tát Thủy (Salsu) năm 612 của Ất Chi Văn Đức (Eulji Meundeok) và trận Nhàn Sơn đảo (Hansando) năm 1592 của Lý Thuấn Thần (Yi Sunshin), trận Quy Châu (Gwiju) năm 1019 này của Khương Hàm Tán (Gang Gamchan) đã trở thành ba trận thắng vĩ đại nhất trong lịch sử bán đảo Triều Tiên.
Khương Hàm Tán trở về kinh đô Khai Thành (Kaesong) và được chào đón như một anh hùng quân sự đã cứu Cao Ly. Thiên Thu Vương thái hậu thì quay về Hoàng Châu. Sau chiến tranh, vào năm 1020, Khương Hàm Tán (73 tuổi) đã từ giã quân đội và triều đình để nghỉ ngơi vì ông ta đã quá già và đã trở thành anh hùng dân tộc.

### Được Cao Ly Hiển Tông gọi về lại triều đình
Đầu năm 1029, nhờ công lao trong các cuộc chiến chống quân Liêu xâm lược, Thiên Thu Vương thái hậu được vua Cao Ly Hiển Tông cho quay về triều đình Khai Thành (Kaesong). Bà qua đời tại Sùng Đức cung (숭덕궁, 崇德宮) của Khai Thành vào ngày 20 tháng 1 năm 1029, thọ 65 tuổi. Trong khi đó, có giả thuyết cho rằng bà đã không quay trở lại Khai Thành mà chết tại Minh Phúc cung (Myeongbok cung) ở Hoàng Châu.
Bà được Cao Ly Hiển Tông ban thụy là Ưng Thiên Khải Thánh Tĩnh Đức Hiến Ai Vương thái hậu (Hangul: 應天啟聖靜德獻哀王太后; Hanja: 응천계성정덕헌애왕태후). Sau đó bà được chôn cất tại lăng mộ U Lăng (유릉, 幽陵, Yureung).

## Trong văn hóa đại chúng
- Được diễn bởi Chae Shi-ra và Kim So-eun trong phim truyền hình Thái hậu Cheonchu (Empress Cheonchu) (2008)
- Được diễn bởi Lee Min-young trong phim truyền hình Chiến tranh Cao Ly-Khiết Đan (Korea–Khitan War) (2023 - 2024)[53][54]